# Caltignaga
Caltignaga é uma comuna italiana da região do Piemonte, província de Novara, com cerca de 2.345 habitantes. Estende-se por uma área de 22 km², tendo uma densidade populacional de 107 hab/km². Faz fronteira com Bellinzago Novarese, Briona, Cameri, Momo, Novara, San Pietro Mosezzo.

## Demografia
| Variação demográfica do município entre 1861 e 2011                               |
|                                                                                   |
| Fonte: Istituto Nazionale di Statistica (ISTAT) - Elaboração gráfica da Wikipedia |